# Omiń korki
Omiń korki – telewizyjny program informacyjny, będący wspólną produkcją TVP3 Kraków (w latach 2010–2016 TVP Kraków) i Zarządu Dróg Miasta Krakowa (w latach 2010–2018 Zarządu Infrastruktury Komunalnej i Transportu w Krakowie), emitowany na antenie TVP3 Kraków w latach 2010–2019, w którym omawiane były kwestie związane z najważniejszymi inwestycjami drogowymi i komunikacyjnymi w Krakowie.

## Charakterystyka
Program prowadziła Beata Woroniecka z TVP3 Kraków, która to przeprowadzała wywiady głównie z rzecznikami ZIKiT (później ZDMK) – najczęściej byli nimi Michał Pyclik i Piotr Hamarnik – sporadycznie z innymi urzędnikami krakowskich miejskich jednostek organizacyjnych i spółek komunalnych oraz prezydentem Krakowa Jackiem Majchrowskim. Owe rozmowy, stanowiące podstawowy element programu, dotyczyły tematów związanych z najważniejszymi drogowymi i komunikacyjnymi inwestycjami w mieście, zmianami w organizacji ruchu, istotnymi inwestycjami ze sfery gospodarki komunalnej oraz zachęcaniem krakowian do zmiany przyzwyczajeń komunikacyjnych na rzecz transportu zbiorowego i rowerowego.
Odcinki programu, oprócz emisji na antenie TVP3 Kraków, publikowane były również za pośrednictwem serwisu YouTube na kanale Zarządu Dróg Miasta Krakowa.

## Historia
Program rozpoczął funkcjonowanie na wiosnę 2010 roku w związku z rozpoczynającą się wówczas przebudową Ronda Ofiar Katynia i właśnie tematyki owej przebudowy dotyczyły pierwsze odcinki programu. Przy powstawaniu audycji do współpracy z Telewizją Kraków włączyły się oprócz ZIKiT również Radio Kraków i Gazeta Wyborcza. Setny odcinek programu, podsumowujący dotychczasową działalność, wyemitowano w grudniu 2014 roku. W 2015 roku wyprodukowano 10 odcinków programu „Omiń korki rowerem”, stanowiącego spin-off audycji „Omiń korki” poświęcony zagadnieniom dotyczącym funkcjonowania rowerzystów w ruchu drogowym, tras rowerowych na obszarze miasta oraz rozbudowy infrastruktury rowerowej. W 2016 roku stworzono kolejne spin-offy – pierwszy pt. „Omiń korki podczas ŚDM”, związany z planowanymi zmianami w organizacji ruchu podczas Światowych Dni Młodzieży 2016. Drugi pt. „Omiń korki NEWS”, emitowany codziennie, od 25 lipca do 1 sierpnia 2016 roku, poświęcony podobnej tematyce, jednak omawianej na bieżąco w trakcie trwania w tych dniach Światowych Dni Młodzieży w Krakowie. Ostatni odcinek programu „Omiń korki” opublikowano w grudniu 2019 roku. Ogółem, włącznie z odcinkami w ramach serii specjalnych, wyemitowano ponad 200 odcinków programu.